# Tathāgata

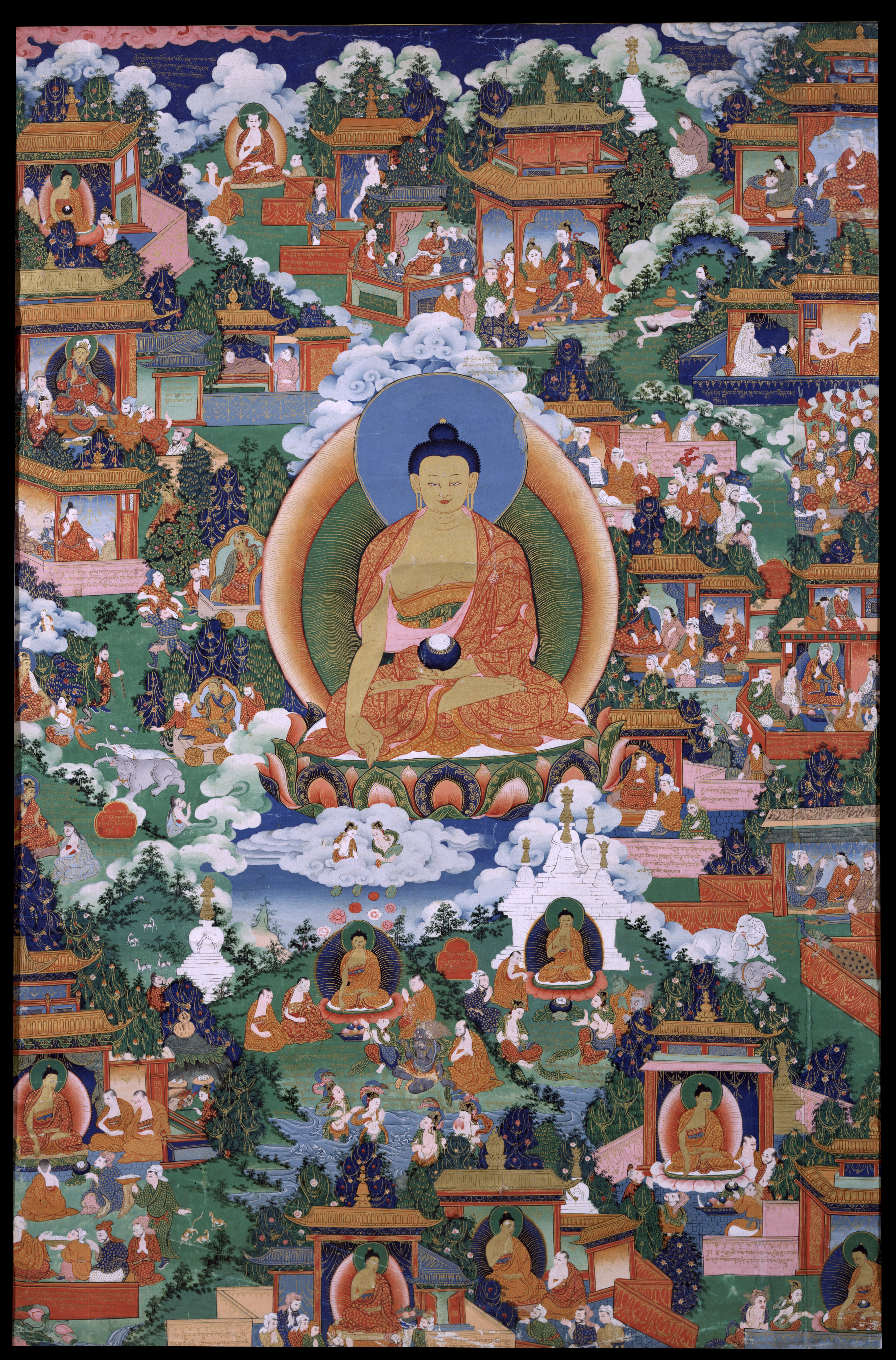
Tathagata, el Buda Shakyamuni en una pintura thangka que muestra las escenas de la leyenda avadana

Tathāgata o Tathagata (en chino: rúlái 如来; en devanagari: तथागत, igual en sánscrito y pali), es un término que la tradición del budismo atribuye al propio Buda Gautama para referirse a sí mismo. Se traduce como "el que así ha venido" (Thatā - āgata) o "el que así se ha ido" (Thatā - gata). También se ha señalado como traducción de este término: "el que ha alcanzado la verdad", esta última acepción ha sido enseñada principalmente dentro del contexto del budismo de la escuela Theravada.
La mayor parte de las escrituras budistas ponen en labios del buda este término cada vez que se refiere a sí mismo. Sin embargo, el propio budismo utiliza tal título para referirse al buda en cuanto principio espiritual más que como persona. Esto en razón de que conforme al budismo la realidad fenoménica es ilusoria. De ahí que el Sutra del Diamante exprese:

«(...) el Tathagata no puede ser percibido por su cuerpo perfectamente formado, ya que el Tathagata enseña que un cuerpo perfectamente formado no es realmente tal (...).»
Sutra del diamante, 20.

Es por ello que el término en plural Tathāgatas puede determinar al conjunto de los budas trascendentes o celestiales, que en este contexto puede entenderse como "Los Perfectos".